# Ferula persica
Pour les articles homonymes, voir Férule persique.
Espèce
Ferula persica, la Férule persique, Férule de Perse ou Férule à sagapénum, est une espèce de plantes à fleurs de la famille des Apiaceae et du genre Ferula. Elle est originaire du Caucase et d'Iran,, où on en extrait une gomme-résine appelée  sagapénum ou gomme séraphique.

## Description

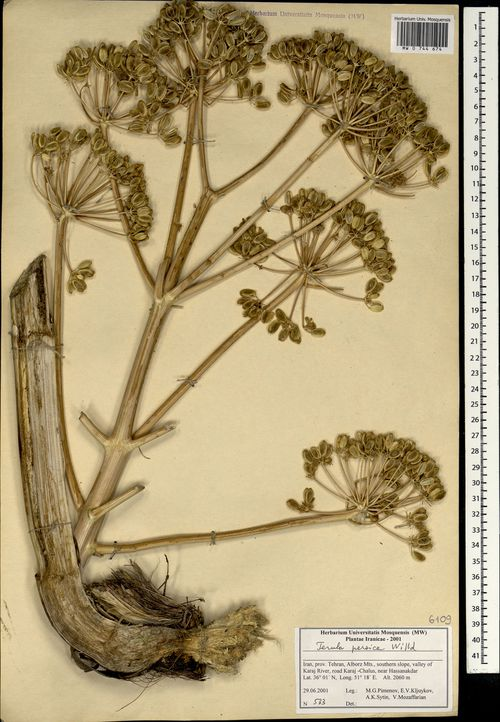
Spécimen d'herbier récolté en Iran.

C'est une plante herbacée aux tiges robustes, creuses, quelque peu succulentes, atteignant jusqu'à un mètre de hauteur et aux fleurs jaunes. Les feuilles sont découpées en lanières étroites.

## Taxonomie
L'espèce est décrite en premier par le botaniste et pharmacien allemand Carl Ludwig Willdenow en 1798, dans son Species Plantarumqui la classe dans le genre Ferula sous le nom binominal Ferula persica,.

### Synonymes
Ferula persica a pour synonymes :
- Ferula puberula Boiss. & Buhse, 1860[4],[5]
- Ferula szowitziana var. kandavanensis Bornm. & Gouba[4]
- Peucedanum persicum (Willd.) Baill., 1879[4],[5]
- Prangos euryangiodes Stapf & Wettst., 1886[4],[5]

### Variétés
Selon GBIF (23 avril 2021) :
- Ferula persica var. latisecta D.F.Chamb.
- Ferula persica var. persica

## Composants et usages
Ferula persica est l'espèce de Ferula la plus connue en Iran et possède deux variétés : persica et latisecta. Elles ont toutes deux été largement utilisées dans la médecine traditionnelle pour un large éventail d'affections. Un grand nombre de composés chimiques, dont des coumarines sesquiterpènes et des polysulfures, ont été isolés de cette plante. Les matières végétales fraîches, les extraits bruts et les composants isolés de F. persica ont montré un large éventail de propriétés pharmacologiques, notamment une activité anti-pigmentation chez Serratia marcescens, cytotoxique, antibactérienne, antifongique, antileishmanienne, chimiopréventive du cancer, une inversion de la multirésistance aux médicaments, une activité anti-inflammatoire et inhibitrice de la lipoxygénase.

### Homonymes
Source : (en) « Ferula persica », sur GBIF (consulté le 23 avril 2021)
- Ferula persica Willd., nom correct
- Ferula persica Bunge, synonyme de Ferula lehmannii Boiss.
- Ferula persica Sims, synonyme de Ferula gummosa Boiss.